# Narcís Masferrer Buixó
Narcís Masferrer Buixó (Sant Feliu de Guíxols, 26 de setembre de 1913 - 21 de març de 2010) fou mestre, home de teatre i il·lustrador català.

## Biografia
Fill de Francesc Masferrer Albertí i d'Elvira Buixó Guitart va iniciar els seus estudis de Magisteri a l'Escola Normal de Mestres de Girona, on va obtenir el títol de Maestro de Primera Enseñanza el 1931.
Va exercir la seva professió a escoles de Manresa, Girona, Figueres, Cassà de la Selva, Llagostera a on no va arribar a tenir ocasió d'ocupar la plaça, ja que va ser militaritzat i enviat a Brihuega (Guadalajara) amb motiu de l'esclat de la guerra civil al juliol de 1936. Fou pres per l'Exèrcit franquista i reclós en un camp de concentració a Gàrgoles, també a Guadalajara on hi va romandre fins a la seva alliberació.
L'any 1950 va començar a exercir de mestre als aleshores Estudis Nous, l'actual CEIP Gaziel, i on hi va donar classe als alumnes de tercer grau fins a la seva jubilació el 1980, als seixanta-set anys. Va ser un dels principals promotors en anomenar aquestes escoles amb el nom de l'il·lustre escriptor guixolenc Gaziel i va ser l'autor del logotip del centre escolar.
El 23 de setembre de 2011 es va presentar al Monestir de Sant Feliu de Guíxols el documental Narcis Masferrer Buixó, NARMAS: El documental, realitzat per Anna Vicens Feliu sota la producció de Toni Films (Toni Ferrer Gallego), membres de l'Agrupació Cinematogràfica i Fotogràfica de Sant Feliu de Guíxols, i que fa un repàs a la seva trajectòria personal i professional.
El Ple de l'Ajuntament del 26 d'abril del 2003 va nomenar-lo Fill Predilecte de la Ciutat, en reconeixement de la seva extensa tasca cultural en pro de la ciutat que el va veure néixer.

### Teatre
Gran afeccionat al teatre, va debutar amb només cinc anys a l'Agrupació Romea, als 13 anys va passar a formar part del grup de teatre que dirigía Mossén Lambert Font Gratacós i més tard es va incorporar a l'Agrupació Romea, dirigida per Benet Escriba Romaguera i va debutar a l'abril del 1933 amb la comèdia La joventut passa. A aquesta varen seguir altres representacions de gran èxit, La familia Rocamora el 1933; La dida el 1934; La felicitat dels altres el 1934; Bola de neu el 1936; El cóctel dels acusats el 1953 i La reina del cor i La cura d'amor el 1954.
Va ser director de la secció de teatre del Centre Excursionista Monclar a la dècada dels setanta i el 1976 va fundar el grup teatral L'Arlequí de Paper, del que n'assumiria la direcció. El mes de març de 1977 es va presentar a la vil·la de Cassà de la Selva al III Concurso Provincial de Teatro Amateur de Educación y Descanso amb l'obra Técnica de Cambra de Manuel de Pedrolo.

### Dibuixant i il·lustrador[1][8][9]
Sota el pseudònim d'El Greco va col·laborar en diverses revistes i diaris a partir dels anys trenta a les edicions de Flechas y Pelayos, Maravillas, L'Esquella de la Torratxa i En Patufet. A partir del 1947, va adoptar el sinònim de Narmas, que el faria molt popular entre la població guixolenca.
Va il·lustrar el llibre Rovelló  de Josep Vallverdú Aixalà, que va ser mereixedor del Premi Folch i Torres del 1968 i va col·laborar estretament amb el setmanari local Àncora des dels seus inicis.
El setembre de 2011 el Consistori de la ciutat va acordar anomenar el Teatre Municipal amb el nom de Narcis Masferrer.
Narcís Masferrer va morir el 21 de març de 2010 a la ciutat que l'havia vist néixer noranta-sis anys abans.